# Lezgistan
Lezgistán (lesguino: Лезги чил Lezgi t͡ʃil Леӄи ) es el territorio la esfera en Cáucaso la residencia de los pueblos del grupo lesguino.
Mientras que los historiadores antiguos griegos, incluso Heródoto, Estrabón, Plinio el Mayor eran mencionados como Legoi, como las personas que poblaban la Albania Caucásica. En cambio los historiadores árabes de los siglos IX y X ha mencionado el reino Lakz (moderno Daguestán del Sur). Аль Masoudi de los habitantes mencionados de esta esfera, como Lakzams (el Lesguín), que protegía en Shirvane contra los invasores del norte. Antes de la Revolución Rusa, "el Lesguín" era el término aplicado para todos los grupos étnicos, que pueblan la actual República Rusa de Daguestán.

## La política de la Asimilación de los Lesguín en Azerbaiyán
El lesguín no sólo han privado de la lengua materna, sino también las posibilidades de recibir en general la formación. La enseñanza en la escuela secundaria y los establecimientos de enseñanza superiores en las lenguas azerbayanas y rusas han hecho a de pago - hacían pagar el impuesto especial; que ha recibido el nombre Lesguino dinero «Лезги пул» - dinero lesguino: por la enseñanza en las clases mayores de la escuela secundaria - 250 rbl., por la enseñanza en las escuelas de peritaje y las escuelas superiores - 400 rbl. anualmente. El impuesto se podía no; pagar, pero era necesario cambiar para esto la nacionalidad: ¡en el pasaporte en vez de "los lesguines" era necesario anotar "el azerbayano"!
A tal paso desesperado iban aquel, quien no tenía material "posibilidad pagar el impuesto, pero quería aprender mucho y el suelo-1 чить medio o la enseñanza superior.
los activistas de la asociación literaria: I.Sharifov, L.Nyamet etc. a la cabeza de Z. Rizwanow se dirigían varias veces: es oral y por escrito en los órganos Az superiores sovetsko de * partidos. SSR y la URSS, visitaban el Comité Central КП de Azerbaiyán en Bakú y el Comité Central del Partido Comunista de la Unión Soviética en Moscú.
Han conseguido la anulación «del impuesto lesguino», la aceptación de la decisión especial del Comité Central de KP AzSSR, en кото¬ром han permitido la enseñanza de los niños-lesguines sobre la lengua materna, la edición del periódico regional en Kusarah etc.
«el impuesto Lesguino» bajo la presión del Kremlin han anulado, sin embargo la violencia continuaba por otros métodos, con que ayuda a los lesguines quitaban la cultura espiritual, han tratado de privar de su memoria histórica. Los poderes respondían a todas las objeciones y las quejas los representantes con la expresión estandartizada; «Que diferencia, el hermano lesguino? Nosotros los musulmanes!» Bajo el musulmán sobreentienden el azerbayano-tyurka.

## El número real de los lesguín
La dirección de la comisaría Suprema de la ONU de los asuntos de los refugiados nota que los lezgines componen 90 % de la población de la región Kusar y Hachmaz y que en Grande Baku el lesguín 15 %. La estadística oficial del gobierno azerbayano declara que la población lezgina compone sólo 2 % del número total de la población del país que da su número hasta 178 000, sin embargo, esta en la realidad la cifra puede ser más alta dos veces. Arif Yunus cuenta que la cifra se acerca a 250 000-260 000, mientras que algunos nacionalistas lezgins afirman que su número más 700 000.
En la ciudad Kusar los lezgines compone aproximadamente de 90 hasta 95 %, según organización local «comité De Helsinki». Según el Centro sobre el desarrollo internacional y la dirección de los conflictos de la Universidad de Maryland.

## La concepción política Las independencias
la Tarjeta que muestra a la distribución el pueblo Lesguino en Daguestán (Rusia) y Azerbaiyán en 2003, y el área aproximada ha declarado en Lezgins los grupos nacionalistas.
el Movimiento lezgins Nacional ", Sadwal" ("la Unidad") era creado en julio de 1990 en Derbente
(Daguestán, Rusia (entonces la Unión Soviética) [7]. Exigían para la asociación del pueblo Lezgins (en Azerbaiyán y Daguestán), porque "eran privados de la posibilidad desarrollar la cultura" al poder Soviético.
Sadval los apoyos no han encontrado la tierra en Azerbaiyán, además, él era llevado en 19 Martha de 1994 la explosión en el metropolitano De Bakú, durante que eran matadas 27 personas. testimonian lo que los servicios especiales Armenios participaban en la creación Sadval, a condición de la financiación, la enseñanza y el arma para los guerreros.
la tabla Siguiente muestra las regiones las Repúblicas Daguestán (Rusia) y Azerbaiyán han declarado, los nacionalistas Lezgins.
| Norte Lezgistan ( Del sur Daguestán) | Del sur Lezgistan ( norte Azerbaiyán) |
| --- | --- |
| - Agulsky District (Агульский район) - Akhtynsky District (Ахтынский район) - Derbentsky District (Дербентский район) - La ciudad de Derbent (город Дербент) - Dokuzparinsky District (Докузпаринский район) - Kurakhsky District (Курахский район) - Magaramkentsky District (Магарамкентский район) - Suleyman-Stalsky District (Сулейман-Стальский район) - Khivsky District (Хивский район) - Rutulsky District (Рутульский район) - Tabasaransky District (Табасаранский район) | - Khachmaz Rayon (Xaçmaz) - Quba Rayon (Quba) - Qusar Rayon (Qusar) - Balakan Rayon (Balakən) - Ismailli Rayon (İsmayıllı) - Khachmaz Rayon (Xaçmaz) - Oghuz Rayon (Oğuz) - Qabala Rayon (Qəbələ) - Qakh Rayon (Qax) - Shaki Rayon (Şəki) - Zaqatala Rayon (Zaqatala) |